# Ohotszki-tenger
Az Ohotszki-tenger (oroszul Охoтское море [ahóckoje mórje])
a Csendes-óceán nyugati részének egyik tengere, amelyet keletről a Kamcsatka-félsziget, délkeletről a Kuril-szigetek, délen Hokkaidó szigete, nyugaton Szahalin szigete, illetve a kelet-szibériai partvonal határolnak.
Nevét Ohotszkról, a Távol-Kelet első orosz településéről kapta.
Első európai felfedezői az orosz Ivan Jurjevics Moszkvityin és Vaszilij Danyilovics Pojarkov voltak, a 17. század második negyedében.
Az Ohotszki-tenger a hosszan elnyúló Szahalin két oldalán is érintkezik a Japán-tengerrel, nyugaton a Szahalini-öblön és a Tatár-öblön, délen a La Pérouse-szoroson keresztül.
Télen a hajózás az Ohotszki-tengeren nehéz vagy egyenesen lehetetlen. Az Amur folyó ugyanis nagy mennyiségű édesvizet szállít a tengerbe, ami csökkenti az oldott só koncentrációját, felemelve a víz fagyáspontját – így az Ohotszki-tengeren könnyebben képződnek a hajókra veszélyes jégmezők, mint a nyílt vizeken.
Az Ohotszki-tengert a Japánhoz tartozó Hokkaidó partvonalát kivéve minden oldalról Oroszország szárazföldi területei veszik körül, ezért felette az orosz szuverenitást általában elismerik. A hidegháború idején a Szovjet Csendes-óceáni Flotta ballisztikus rakéták kilövésére alkalmas tengeralattjárói bázisának használta, és Oroszország azóta is megtartotta ezt a stratégiát.

## Japán neve
Japánul a tenger neve hagyományosan Hokkai (北海) volt,
ami „északi tengert” jelent. Később azonban az Északi-tenger nevet a japánok is a más nyelvekben ezen a néven ismert európai tengerre kezdték el használni. Hogy megkülönböztessék tőle a saját tengerüket, az utóbbi új neve Ohócuku-kai (オホーツク海) lett, az orosz név átírása.

## Jelentős kikötők
| - Magadan, Magadani terület, Oroszország - Palana, Kamcsatkai határterület, Oroszország - Juzsno-Szahalinszk, Szahalini terület, Oroszország |  | - Abasiri, Hokkaidó, Japán - Monbecu, Hokkaidó, Japán - Vakkanai, Hokkaidó, Japán |